# Kardynałowie z nominacji Innocentego III
Papież Innocenty III w ciągu 18 lat swojego pontyfikatu (1198–1216) mianował prawdopodobnie 30 nowych kardynałów:

## Nominacje 19 grudnia 1198
1. Ugolino Conti di Segni, krewny papieża, kapelan papieski – kardynał diakon S. Eustachio, następnie kardynał prezbiter S. Marco (27 maja 1206), kardynał biskup Ostia e Velletri (czerwiec 1206); od 19 marca 1227 papież Grzegorz IX, zm. 22 sierpnia 1241
2. Gerard – kardynał diakon S. Nicola in Carcere, następnie kardynał prezbiter S. Marcello (17 kwietnia 1199), zm. 1199

## Nominacje 3 czerwca 1200
1. Guy de Poré OCist, opat Citeaux i generał zakonu cystersów – kardynał biskup Palestriny, następnie kardynał i arcybiskup Reims (6 lipca 1204), zm. 30 lipca 1206
2. Benedykt – kardynał diakon S. Maria in Domnica, następnie kardynał prezbiter S. Susanna (23 grudnia 1200), kardynał biskup Porto e S. Rufina (13 kwietnia 1213), zm. 1216
3. Leone Brancaleone CanReg, kapelan papieski – kardynał diakon S. Lucia in Septisolio, następnie kardynał prezbiter S. Croce in Gerusalemme (9 marca 1202), zm. 25 sierpnia 1224
4. Mateusz – kardynał diakon S. Teodoro, zm. 8 sierpnia 1205
5. Giovanni Conti di Segni, krewny papieża – kardynał diakon Świętego Kościoła Rzymskiego, następnie kardynał diakon S. Maria in Cosmedin (23 grudnia 1200), zm. w czerwcu 1213

## Nominacje 18 grudnia 1204
1. Niccolò de Romanis, kapelan papieski – kardynał biskup Tusculum, zm. 1218
2. Guido Pierleone, kanonik kapituły w Piacenzy – kardynał diakon S. Nicola in Carcere, następnie kardynał biskup Palestriny (1221), zm. 25 kwietnia 1228
3. Pietro Sasso, kapelan papieski – kardynał diakon S. Angelo in Pescheria, następnie kardynał prezbiter S. Pudenziana (27 maja 1206), zm. 1218
4. Roger – kardynał diakon S. Maria in Domnica, następnie kardynał prezbiter S. Anastasia (26 marca 1205), zm. 1212
5. Giovanni da Ferentino, kapelan i notariusz papieski, subdiakon apostolski – kardynał diakon S. Maria in Via Lata, następnie kardynał prezbiter S. Prassede (19 maja 1212), zm. w grudniu 1215
6. Guala Bicchieri, kanonik kapituły w Vercelli – kardynał diakon S. Maria in Portico, następnie kardynał prezbiter Ss. Silvestro e Martino (2 kwietnia 1211), zm. 31 maja 1227

## Nominacje 27 maja 1206
1. Stephen Langton, kanonik kapituł w Paryżu i Yorku – kardynał prezbiter S. Crisogono, następnie kardynał i arcybiskup Canterbury (17 czerwca 1207), zm. 9 lipca 1228
2. Uberto da Pirovano, subdiakon apostolski, kanonik w Monza – kardynał diakon S. Angelo in Pescheria, następnie kardynał i arcybiskup Mediolanu (11 kwietnia 1207), zm. 2 kwietnia 1211
3. Ottaviano Conti di Segni, krewny papieża, kamerling św. Kościoła Rzymskiego, kapelan papieski, kanonik bazyliki watykańskiej – kardynał diakon Ss. Sergio e Bacco, zm. 29 stycznia 1234
4. Gregorio Gualgano – kardynał diakon S. Teodoro, następnie kardynał prezbiter S. Anastasia (5 marca 1216), zm. 21 lipca 1224
5. Giovanni Colonna, kapelan papieski – kardynał diakon Ss. Cosma e Damiano, następnie kardynał prezbiter S. Prassede (17 grudnia 1216), zm. 28 stycznia 1245

## Nominacja 22 września 1207
1. Pelagio Galvani OSB[2] – kardynał diakon S. Lucia in Septisolio, następnie kardynał prezbiter S. Cecilia (2 kwietnia 1211), kardynał biskup Albano (13 kwietnia 1213), zm. 30 stycznia 1230

## Nominacja 2 kwietnia 1211
1. Gerardo Sessa OCist, biskup elekt Novary – kardynał i biskup elekt Albano, od 4 maja 1211 także arcybiskup elekt Mediolanu, zm. 16 grudnia 1211

## Nominacje 19 maja 1212
1. Robert Corson, kanonik kapituły w Paryżu – kardynał prezbiter S. Stefano in Monte Celio, zm. 6 lutego 1219
2. Angelo, kapelan papieski i subdiakon apostolski – kardynał diakon S. Adriano, zm. 29 listopada 1215
3. Pietro Collivaccino, notariusz papieski i subdiakon apostolski – kardynał diakon S. Maria in Aquiro, następnie kardynał prezbiter S. Lorenzo in Damaso (9 kwietnia 1216), kardynał biskup Sabiny (25 marca 1217), zm. 21 września 1220
4. Bertrannus – kardynał diakon S. Giorgio in Velabro, następnie kardynał prezbiter Ss. Giovanni e Paolo (17 grudnia 1216), zm. 1222

## Nominacja 13 kwietnia 1213
1. Stefano di Ceccano OCist, kamerling św. Kościoła Rzymskiego, kanonik kapituły w Yorku – kardynał prezbiter Ss. XII Apostoli, zm. 23 listopada 1227

## Nominacje 5 marca 1216
1. Gregorio Crescenzi – kardynał diakon S. Teodoro, zm. 1227
2. Rainiero da Viterbo – kardynał diakon S. Maria in Cosmedin, zm. 27 maja 1250
3. Romano Bonaventura – kardynał diakon S. Angelo in Pescheria, następnie kardynał diakon S. Angelo in Pescheria i biskup elekt Porto e S. Rufina (1231), kardynał biskup Porto e S. Rufina (1235), zm. 20 lutego 1243
4. Stefano Conti, krewny papieża, kanonik kapituł w Bayeaux i Paryżu – kardynał diakon S. Adriano, kardynał prezbiter S. Maria in Trastevere (23 września 1228), zm. 8 grudnia 1254
5. Tommaso da Capua, arcybiskup elekt Neapolu, notariusz papieski, subdiakon apostolski – kardynał diakon S. Maria in Via Lata, następnie kardynał prezbiter S. Sabina (9 kwietnia 1216), zm. 18 sierpnia 1239

## Anzelm z Neapolu
Wiadomo, że na początku 1201 roku Innocenty III zamierzał wynieść do godności kardynała prezbitera Ss. Nereo ed Achilleo arcybiskupa Anzelma z Neapolu (1191–1214). W rejestrze Innocentego III zachował się nawet jego dokument nominacyjny. Wydaje się jednak, że promocja ta ostatecznie nie doszła do skutku, gdyż Anzelm w późniejszych latach nigdy nie używał tytułu kardynalskiego, i nie był też nigdy tytułowany jako kardynał.